# 辛布里語
辛布里語（德語：Zimbrisch）是一種分佈在義大利東北部地區的德語方言。辛布里語是巴伐利亞語的方言之一，發音接近南部巴伐利亞語方言。現在辛布里語的使用者約有400人。